# Kurt Bätz
Kurt Bätz (* 1942 in Heidelberg; † 6. November 1987 in Stuttgart) war ein deutscher Religionspädagoge. 
Der Vater von Bätz war Prokurist bei einer jüdischen Möbelfabrik in Heidelberg. Bätz besuchte das Helmholtz-Gymnasium Heidelberg, wo er 1961 das Abitur machte. Danach studierte er evangelische Theologie in Göttingen und Heidelberg. 
Nach einer Vikariatszeit in Mannheim-Seckenheim war er 1968 bis 1978 Religionslehrer am Justus-Knecht-Gymnasium Bruchsal. Später wurde er Studienleiter des Religionspädagogischen Instituts (RPI) in Karlsruhe. 1985 promovierte er an der Universität Frankfurt a. M. zum Dr. phil. Er erlag am 6. November 1987 einem Herzinfarkt.

## Schriften (Auswahl)
Aufsätze
- Sich in einer ganz neuen Offenheit und Radikalität den Religionen der Welt stellen? Überlegungen zur religionspädagogischen Begründung für die unterrichtliche Behandlung nichtchristlicher Religionen. In: Der Evangelische Erzieher, Band 35 (1983), S. 524–551. ISSN 0179-3551
- Kirche und Glaubensvermittlung. In: Glaube und Lernen, Band 2 (1987), Heft 1, S. 70f. ISSN 0014-3413

Monographien
- zusammen mit Heinz Schmidt: 33 Unterrichtseinheiten für den Religionsunterricht im 9./10. Schuljahr der Realschule und des Gymnasiums. Stuttgart 1980. (2 Bände)
- zusammen mit Dieter Haas: Ratgeber Religionsunterricht. Hilfen zum Aufbau und zur Durchführung. Kaufmann-Verlag, Lahr 1984. ISBN 978-3-7806-0446-0
- Judentum. Wege und Stationen seiner Geschichte. Calwert Verlag, Stuttgart 1985. ISBN 3-7668-0747-1 (zugleich Dissertation Frankfurt/M. 1985)